# Pasquale Acito
Pasquale (Pascal) Acito (* 31. Oktober 1892 in Casamassima, Apulien, Italien; † 3. Dezember 1981 in Flushing, New York, Vereinigte Staaten)  war ein US-amerikanischer Klarinettist, Pianist und Kapellmeister.

## Leben
Pasquale Acito emigrierte am 23. November 1910 im Alter von 18 Jahren in die Vereinigten Staaten und ließ sich in New York City nieder. Im I. Weltkrieg diente er in der US Navy. Seine Familie kam 1919 aus Italien zu ihm nach New York. 1920 heiratete er Jennie Saccente (1893–1952). 1926 unterrichtete er Harmonielehre, Kontrapunkt, Praktische Komposition, Klarinette und Saxophon und gab elementaren Klavierunterricht. 1927 leitete er das Orchestra Stella D’Italia. Mit dem Klangkörper spielte er diverse Stücke ein, die 1927 beim Label Okeh Records veröffentlicht wurden. 1935 und 1936 war er Kapellmeister der New York State Symphonic Bandund 1936 bis 1937 der Hudson Concert Band, einem bundesstaatlichen Projekt in New York City. 1940 bis 1942 war er Musiklehrer der Works Progress Administration WPA in New York City.

## Werke (Auswahl)
- Little butterfly. (italienisch: La farfarella) Mazurka, three step. für Violine und  Violoncello, New York, 9. August 1921[6] Eingespielt von Pasquale Acito mit dem Orchestrina Barese Pasquale Acito beim Label Victor Records.

- Princess Iolanda. Polka two-step. für Violine und  Violoncello, New York, 9. August 1921[7]
- Beautiful as a rose. Mazurka für Klavier, New York, 30. Dezember 1921[8]
- Happy moments. Polka, New York, 30. Dezember 1921[9]

## Einspielungen
Am 10. April 1927 spielte er bei Okeh Records mit dem Orchestra Stella D’Italia als Dirigent die Stücke Sirena notturna, Alba d'amore (Mazurka), Occhi celesti und Giovinezza ein.